# Hydroxylierung
Als Hydroxylierung bezeichnet man in der Chemie eine Reaktion zur Einführung einer oder mehrerer Hydroxygruppen. Umgekehrt ist eine Dehydroxylierung die Abspaltung einer Hydroxygruppe. Die Hydroxygruppe besteht aus einem Wasserstoff- und einem Sauerstoffatom. In der organischen Chemie ist sie durch die funktionellen Gruppen der Alkohole und der organischen Säuren repräsentiert. Einige anorganische Verbindungen wie Kieselsäuren und Aluminiumhydroxid enthalten ebenfalls Hydroxygruppen.

## Beispiele
- Katalytische Teiloxidation von Methan zu Methanol

- Darstellung von Ethanol durch katalytische Hydratisierung von Ethen.

- Eine cis-Dihydroxylierung kann durch Addition von Permanganationen (MnO4−) an eine Kohlenstoff-Kohlenstoff-Doppelbindung und anschließende Hydrolyse durchgeführt werden, wobei ein zweiwertiger Alkohol (Diol) entsteht.

- Biochemische Hydroxylierungen werden durch Enzyme wie Hydroxylasen möglich, so die Hydroxylierung von Progesteron zu Corticosteroiden.

- Dehydroxylierung bei der Dealuminierung von Zeolith Y durch Kalzinierung zur ultrastabilen Form (USY)